# Pink Star (Diamant)
Der Pink Star, auch bekannt als Steinmetz Pink, ist ein 59,60 Karat (11,92 g) schwerer und damit der größte, geschliffene fancy vivid pink Diamant der Welt. Weiterhin erzielte er das bisher weltweit höchste Gebot auf einen Diamanten oder Edelstein.

## Fund und Beschaffenheit
Der Pink Star wurde 1999 durch De Beers in Südafrika gefunden. Er wurde durch das Gemological Institute of America mit den höchsten Bewertungen für Reinheit (clarity) und Farbe (colour) bewertet und wird als Typ IIa beschrieben. Als Rohdiamant wog der Pink Star 132,5 Karat und wurde über zwei Jahre hinweg, andere Quellen berichten von 20 Monaten, durch Steinmetz Diamonds auf das Endgewicht von 59,60 Karat geschliffen. Anschließend wurde er 2003 in Monaco erstmals der Öffentlichkeit präsentiert.

## Ausstellung
Nach der Präsentation wurde der Stein 2005/2006 durch das Natural History Museum ausgestellt. 2007 folgte eine Ausstellung der 7 wichtigsten Diamanten (The Splendor of Diamonds) im Smithsonian Institute (Washington D.C). Dabei wurde der Pink Star durch Jenna Elfman präsentiert.

## Auktionen
Der erste Verkauf des Steins fand 2007 privat statt.
Der Pink Star wurde 2013 durch Sotheby’s für rund 83 Millionen US-Dollar an Isaac Wolf verkauft. Dieser benannte den Stein in Pink Dream um. Da im weiteren Verlauf die Kaufsumme durch den Käufer nicht aufgebracht werden konnte, ging der Stein vertragsgemäß für den garantierten Preis von 60 Millionen US-Dollar in den Besitz von Sotheby’s über.
Der Stein wurde 2017 erneut durch Sotheby’s angeboten und für 71,2 Millionen US-Dollar an Chow Tai Fook Enterprises verkauft.

## Namen
- 1999–2007: Steinmetz Pink
- 2007–2013/17: Pink Star
- 2013–2017: Pink Dream (inoffiziell, da kein Verkauf zustande kam)
- 2017 – heute: CTF Pink Star[1]